# .kg
‎.kg‏ دامنه اینترنتی اختصاص داده شده به کشور قرقیزستان است.